# C/1556 D1
C/1556 D1 ist ein Komet, der im Jahr 1556 mit dem bloßen Auge gesehen werden konnte. Er wird aufgrund seiner außerordentlichen Helligkeit zu den „Großen Kometen“ gezählt.

## Entdeckung und Beobachtung
Der Komet wurde erstmals am 27. Februar 1556 von Joachim Heller am Abendhimmel gesehen. Er war sich seiner Beobachtung nicht sicher, aber als er am 3. März nach Nürnberg kam, erfuhr er, dass der Komet dort auch gesehen worden war. Unabhängige Entdeckungen erfolgten auch in China und Korea am 1. März und in Japan am 3. März. Der Komet hatte er einen Schweif von 1° Länge. Auch in Mexiko wurde er am 5. März von den Azteken beobachtet.
Eine allgemeine Beobachtung erfolgte in Europa erst in der ersten Märzwoche. Eine Augsburger Chronik berichtet, dass der scheinbare Durchmesser des Kometen halb so groß wie der Mond war und dass der Schweif gleich „der Flamme einer Fackel, die durch den Wind bewegt wird“ war. Cornelis Gemma berichtete, dass der Kopf des Kometen so hell wie Jupiter leuchtete und dass seine Farbe die des Mars war, aber dass die rötliche Farbe nach und nach verblasste.
Paul Fabricius, Mathematiker und Arzt am Hofe des Kaisers Karl V. in Wien, beschrieb und zeichnete die scheinbare Bahn des Kometen am Himmel vom 4. bis zum 15. März, aber lange Zeit war aber nur eine kleine und recht grobe Wiedergabe seiner Karte bekannt. Die ausführliche Beschreibung und das Original dieser Karte waren verschollen. Eine Chronik aus Genua berichtet, dass der Komet ab dem 4. April für 12 Tage sichtbar war und dass der Schweif zuerst nach Osten, dann aber nach der Bewegung des Kometen in den Norden nach Süden gerichtet war. Der Schweif hatte in der zweiten Aprilwoche eine Länge von 5° erreicht.
In Korea konnte am 19. April eine Abnahme von Größe und Helligkeit des Kometen festgestellt werden. Heller sah ihn zum letzten Mal in der Morgendämmerung des 23. April. In China wurde er am Morgen des 10. Mai (Ortszeit) letztmals gesehen.
Der Komet erreichte am 14. März eine Helligkeit von −2 mag.

## Aberglaube
Der Komet von 1556 gab wie viele seiner Vorgänger für die Öffentlichkeit Anlass zu Spekulationen, indem er als Unglücksbote und Gotteszeichen gesehen wurde. Gelehrte erstellten astrologische Deutungen für den nahenden Weltuntergang, während für das aufblühende Bürgertum eine Flut von Schriften mit pseudowissenschaftlichem Inhalt erschien, in denen der Komet als Ursache aller möglichen Katastrophen (wie z. B. die im Jahr zuvor(!) stattgefundenen Erdbeben in Italien und in Konstantinopel) dargestellt wurde. Auch Todesfälle, ein warmer Sommer, Dürren und Seuchen wurden mit dem Kometen in Verbindung gebracht.
Eine historische Bedeutung erhielt er aber möglicherweise dadurch, wie mehrere Chronisten berichten, dass er Kaiser Karl V. bei seinem Erscheinen zu Tode erschreckte, so dass er ausgerufen haben soll: „His ergo indiciis me mea fata vocant“ (Also mit diesen Zeichen ruft mich mein Schicksal). Einige Monate danach übergab er die Kaiserkrone an seinen Bruder Ferdinand, auf die Krone von Spanien hatte er bereits zuvor zugunsten seines Sohns Philipp verzichtet. Dies ist möglicherweise nur ein historischer Mythos, womit das bedeutsame Ereignis seiner Abdankung mit einem „himmlischen Zeichen“ unterlegt werden sollte, aber falls es der Wahrheit entspricht, hätte der Komet die Weltgeschichte nicht durch das Auslösen von Katastrophen, sondern viel subtiler durch psychologische Wirkung auf höchster Ebene beeinflusst.

## Wissenschaftliche Auswertung

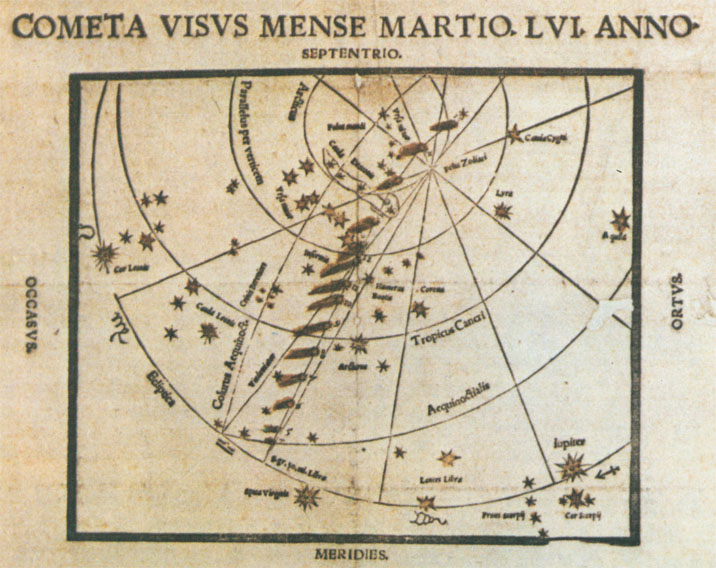
Die Bewegung des Kometen auf Fabriciusʼ Karte

Astronomen des 18. Jahrhunderts versuchten erstmals, Bahnelemente für diesen Kometen aus den Beobachtungen abzuleiten, allerdings standen ihnen dafür nur ungenaue Angaben zur Verfügung, so dass die Bemühungen von Edmond Halley und anderen nur recht unsichere Ergebnisse lieferten. Dunthorne und Pingré kamen unabhängig voneinander zu Ergebnissen, die darauf hindeuteten, dass der Komet von 1556 eine Wiederkehr des Großen Kometen C/1264 N1 von 1264 gewesen sein könnte. Der Komet hätte dann eine Umlaufzeit von etwa 292 Jahren gehabt und mit einer erneuten Wiederkehr wäre im Jahr 1848 zu rechnen gewesen. Diese Theorie wurde damals in weiten Kreisen kontrovers diskutiert, allerdings erschien dann 1848 (und in den Jahren vorher und nachher) kein großer Komet. Insbesondere J. R. Hind und M. Hoek führten bis in die zweite Hälfte der 1850er Jahre Dispute, bis eine erneute Berechnung dreier alternativer Bahnen für den Kometen C/1264 N1 durch B. Valz zeigte, dass die Frage allein schon durch die Ungenauigkeit der Bahnelemente nicht entschieden werden könne.
Genau dreihundert Jahre nach dem Erscheinen des Kometen konnte dann Karl Ludwig von Littrow in einem Wiener Archiv die Originalkarte von Fabricius in einem wesentlich größeren Format als zuvor bekannt auffinden, außerdem gelang es ihm, auch das Traktat von Fabricius zu erhalten, in dem dessen Beobachtungen genau aufgezeichnet waren. Bei seiner Suche nach Aufzeichnungen über den Kometen fand er aber auch noch ein bis dahin völlig unbekanntes Werk des Astronomen Joachim Heller aus Nürnberg, in dem dieser äußerst ausführliche und genaue Positionsangaben zu seinen Beobachtungen des Kometen festgehalten hatte.
Auf Grundlage der neu aufgefundenen Beobachtungsdaten konnten dann die zuvor von Halley, Hind und anderen errechneten ungenauen Bahnelemente des Kometen durch Berechnungen von Hoek wesentlich verbessert werden, wodurch auch eine Identität der Kometen von 1264 und 1556 eher unwahrscheinlich wurde. Nach heutigen Erkenntnissen besteht zwischen den beiden Kometen von 1264 und 1556 kein Zusammenhang.

## Umlaufbahn
Für den Kometen konnte aus 36 Beobachtungen über 52 Tage durch M. Hoek eine unsichere parabolische Umlaufbahn bestimmt werden, die um rund 32° gegen die Ekliptik geneigt ist. Seine Bahn steht damit leicht schräg gestellt zu den Bahnebenen der Planeten. Im sonnennächsten Punkt der Bahn (Perihel), den der Komet am 22. April 1556 durchlaufen hat, befand er sich mit etwa 73,4 Mio. km Sonnenabstand zwischen den Umlaufbahnen von Merkur und Venus. Bereits um den 12. März hatte er sich der Erde bis auf etwa 12,5 Mio. km (0,084 AE) genähert, damit gehört er zu den der Erde in historischer Zeit am nächsten gekommenen Kometen. Diese große Erdnähe war auch der Grund für seine beobachtete Helligkeit. Um den 26. März erfolgte eine Annäherung an den Jupiter bis auf etwa 4 ¾ AE und im April 1558 erfolgte noch ein Vorbeigang am Saturn in etwa 5 ½ AE Distanz. Nennenswerte Annäherungen an die anderen Planeten fanden nicht statt.
Aufgrund der unsicheren Ausgangsdaten kann keine Aussage darüber getroffen werden, ob und gegebenenfalls wann der Komet in das innere Sonnensystem zurückkehren könnte.

## Rezeption in der Literatur
Wilhelm Raabe lässt in seinem Roman Der heilige Born den Kometen im Frühjahr 1556 als schreckenerregendes Zeichen am Himmel erscheinen: 

„Seit dem achtundzwanzigsten Februar nämlich blickte alles Volk, alt und jung, vornehm und gering, gelehrt und ungelehrt – mit Grausen und Entsetzen allabendlich, wenn die Sterne aufgingen, nach einem großen Himmelswunder, welches um diese Zeit mit den gewohnten freundlichen Lichtern im himmlischen Saal emporstieg und, von Nacht zu Nacht gewaltiger und dräuender werdend, seinen Weg dem mitternächtlichen Meerstern zu nahm.“